# Лююски, Яни
Яни Лююски (швед. Jani Lyyski; 16 марта 1983, Мариехамн, Аландские острова, Финляндия) — финский футболист, защитник. Отец игрока — тренер Пекка Лююски.

## Карьера
Карьеру начал в «Мариехамне». После шести лет выступлений за этот клуб перешёл в «ВПС», затем 26 ноября 2010 года перебрал в Швецию, в клуб «Юргорден». 29 февраля 2012 года вернулся в «Мариехамн».

## Карьера в сборной
Дебютировал за сборную Финляндии 18 января 2010 года в товарищеском матче против Южной Кореи. Лююски вышел на поле в стартовом составе и отыграл весь матч. Всего провёл три игры за сборную.

## Достижения
«Мариехамн»
- Чемпион Финляндии: 2016
- Обладатель Кубка Финляндии: 2015